# Museo di arte moderna e contemporanea (Strasburgo)

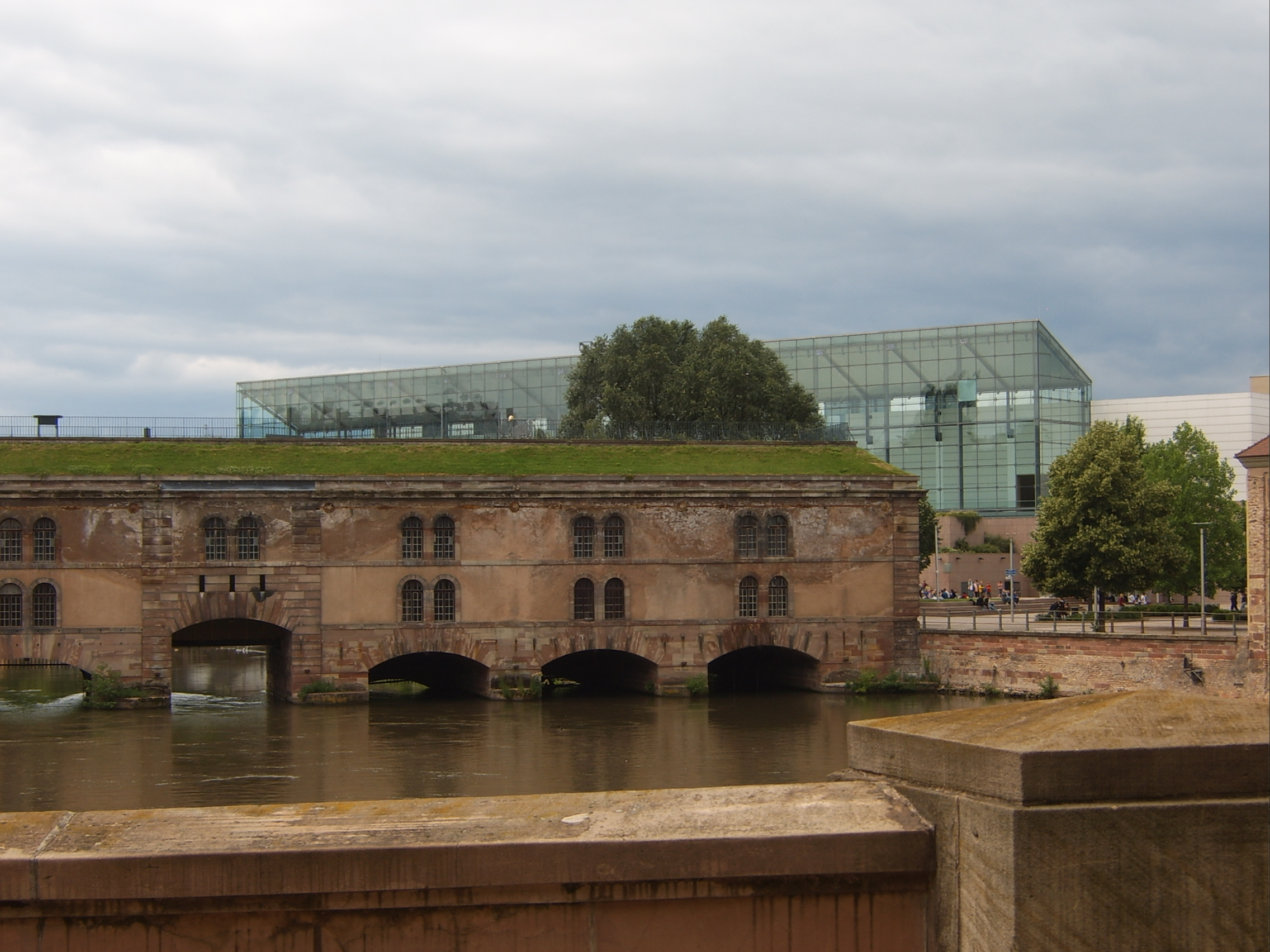
Barrage Vauban e MAMCS

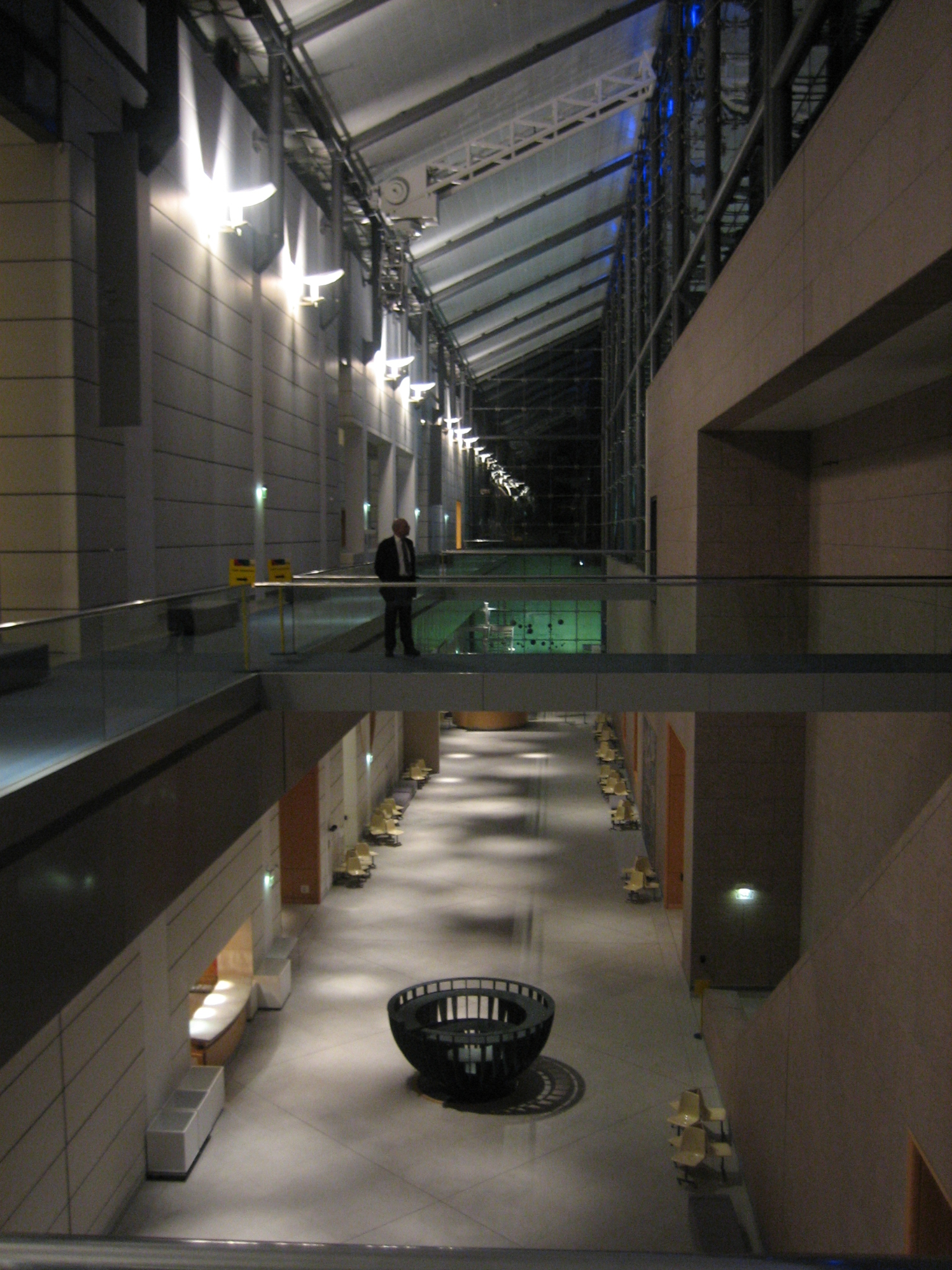
Interno di notte

Il Museo di arte moderna e contemporanea (Musée d'Art Moderne et Contemporain MAMCS) è un museo di Strasburgo, in Francia, fondato nel 1973 aperto nel nuovo edificio nel novembre del 1998.
Uno dei più grandi del suo genere in Francia, il museo ospita vaste collezioni di pittura, scultura, arti grafiche, multimediali e disegno del periodo tra il 1870 (Impressionismo) e oggi, oltre a una vasta gamma di pezzi nella sua fototeca. Possiede un totale di 18 000 opere. Numerose mostre sono organizzate ogni anno, esponendo sia le opere di un particolare artista che una retrospettiva di un genere artistico. Nell'edificio si trovano la biblioteca d'arte dei musei comunali (Bibliothèque d'art des musées municipaux), la libreria dei musei municipali (Librairie d'art des musées municipaux) e un auditorium polivalente per conferenze, film e concerti. La spaziosa terrazza sul tetto ospita un caffè.

## Edificio
La raccolta comunale d'arte moderna e contemporanea della città di Strasburgo è stata costantemente ampliata e arricchita dal 1871 con la fondazione della Reichsland Alsazia-Lorena. C'era già stata l'intenzione di creare un museo indipendente dagli anni 1960.
L'edificio è stato costruito sulla riva sinistra del fiume  Ill, dal 1995 al 1998. È stato progettato dall'architetto parigino Adrien Fainsilber, che aveva già progettato la Cité des sciences et de l'industrie nella capitale francese. Le superficie e gli spazi utili per l'esposizione si aprono su entrambi i lati di un passaggio centrale coperto in vetro, che è generato a forma di cattedrale, con una lunghezza interna di 104 metri e un'altezza di 22. Una scultura di cavallo (alta 4 metri), Hortus conclusus, dell'artista italiano Mimmo Paladino, è posta sul tetto del museo. L'edificio è situato ai margini del centro storico della città (Petite France), di fronte al centro amministrativo del dipartimento École nationale d'administration e vicino all'architettonicamente importante sbarramento barocco Barrage Vauban e al ponte torre medievale  Ponts Couverts. È inoltre servito da una propria fermata della linea tranviaria di Strasburgo ("Musée d'Art Moderne", linee B e C.

## Collezioni
Al gennaio 2016, il museo disponeva di 403 opere di Gustave Doré, 72 di Jean Arp, 37 di Victor Brauner, 37 di Sophie Taeuber-Arp, 10 di César Domela, 7 di Theo van Doesburg e diverse di Max Klinger, Käthe Kollwitz, Max Ernst, Vassily Kandinsky; oltre ad opere di artisti meno celebri come Lou Albert-Lasard (2 004 opere), Marcelle Cahn (345), Lothar von Seebach (320), Jean-Désiré Ringel d'Illzach (245), etc. Un ulteriore accento è posto dai pittori tedeschi contemporanei (Markus Lüpertz, Eugen Schönebeck, Georg Baselitz, Jörg Immendorff, AR Penck, Albert Oehlen,  Daniel Richter, Jonathan Meese, Thomas Scheibitz, Wolf Vostell, ecc), che danno uno scorcio rappresentativo di un genere d'arte che è altrimenti raramente visto in Francia, in particolare su questa scala.
Il Musée d’art moderne et contemporain di Strasburgo detiene anche il primo dipinto cubista acquistato da una collezione pubblica in Francia, "Still Life" (1911) di Georges Braque, acquistato nel 1923, e il primo dipinto di Dante Gabriel Rossetti comprato da una collezione pubblica francese, "Joan of Arc Kissing the Sword of Deliverance" (1863), acquistato nel 1996 (ora esposto al Musée des Beaux-Arts).
Altri artisti esposti comprendono:
- Camille Pissarro
- Claude Monet
- Auguste Rodin
- Max Liebermann
- Edward Burne-Jones
- Francis Picabia
- Pablo Picasso
- Alexander Archipenko
- Wassily Kandinsky
- Ossip Zadkine
- Paul Klee
- Max Ernst
- Theo van Doesburg
- Sophie Taeuber-Arp
- Marcelle Cahn (89 works owned)[3]
- Auguste Herbin
- Alberto Magnelli
- Jean Hélion
- Asger Jorn
- Arman
- Gilles Aillaud
- Malcolm Morley

Importante è anche la collezione di artisti alsaziani, in termini di numero e almenoper il loro valore regionale, rappresentanti di generi come Art Nouveau, Espressionismo e Nuovo realismo: Charles Spindler, René Beeh, Jean-Désiré Ringel d'Illzach, Henri Beecke, Luc Hueber, Martin Hubrecht e Camille Claus.
La fototeca del museo dispone di diverse migliaia di immagini, dall'origine della fotografia ad oggi, con opere di Nadar, Eugène Atget, Eadweard Muybridge, Étienne-Jules Marey, August Sander, Willy Maywald, Josef Sudek, Robert Mapplethorpe, Duane Michals e Jan Saudek.
Fotografi della regione sono anche rappresentati.
La collezione artistica di video comprende opere di Bill Viola, Nam June Paik, Woody Vasulka, Olaf Breuning e molti altri.

### Galleria d'immagini

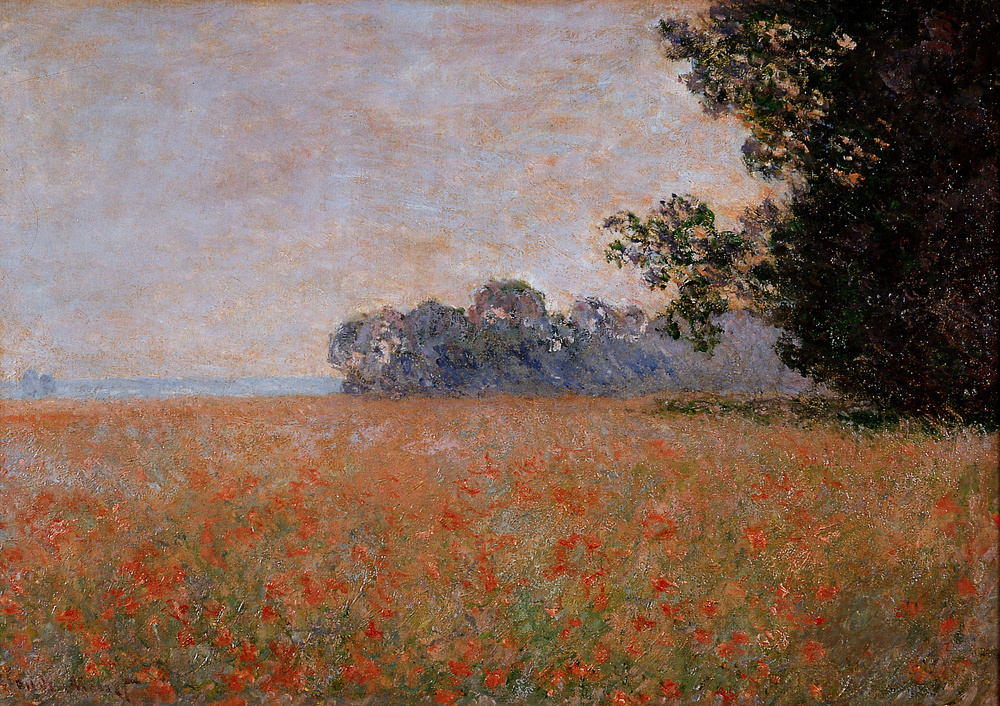
Claude Monet, Champ d'avoine aux coquelicots
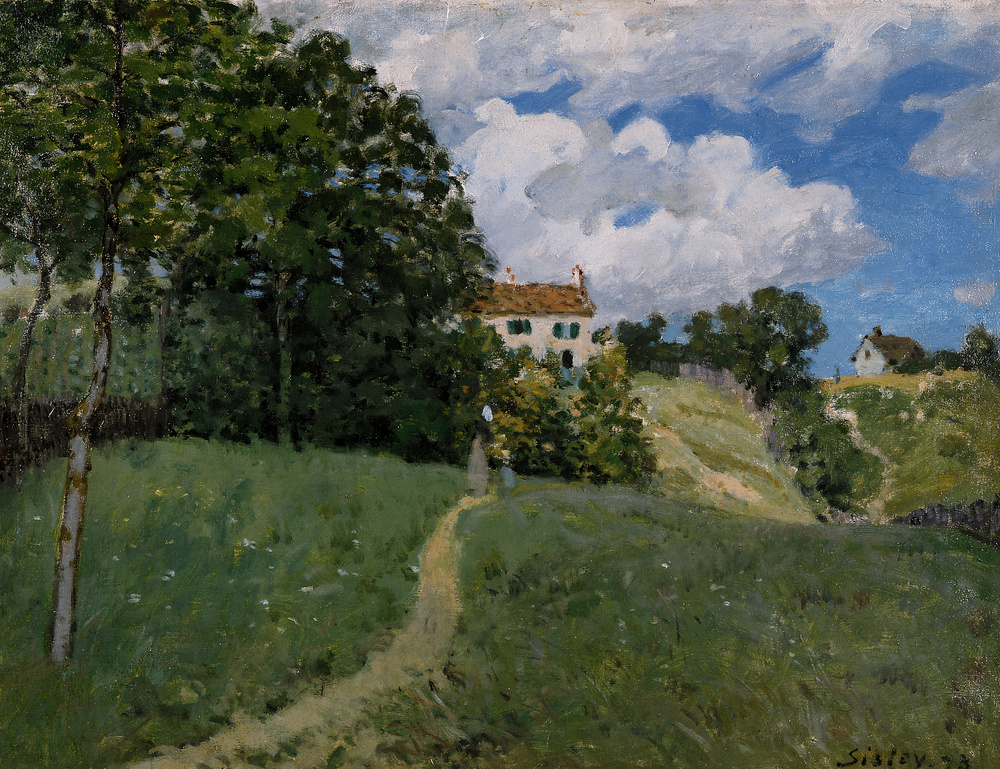
Alfred Sisley, Paysage avec maisons
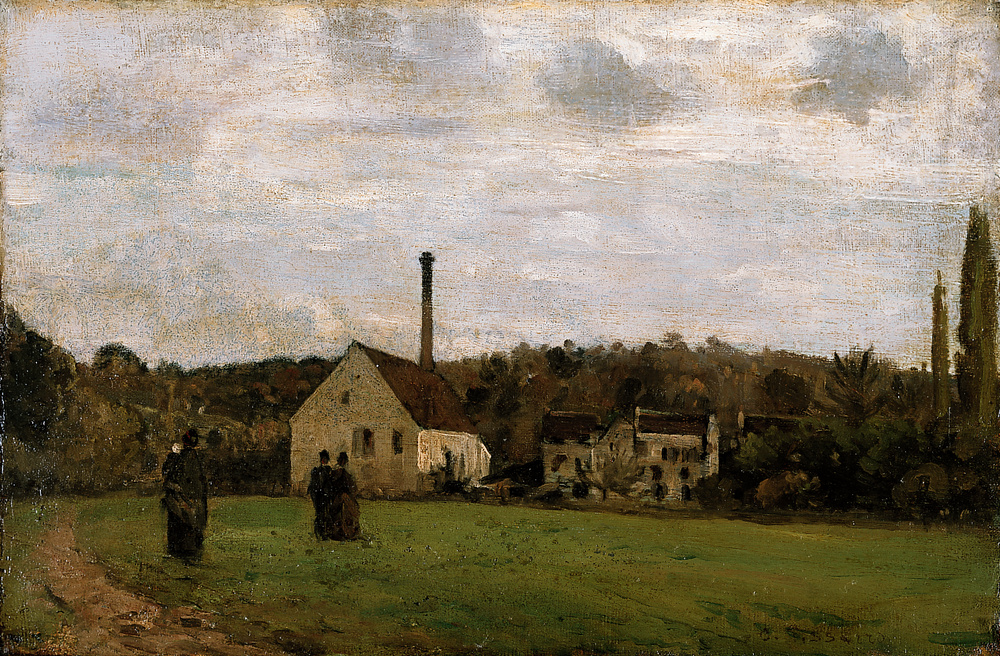
Camille Pissarro, La petite fabrique
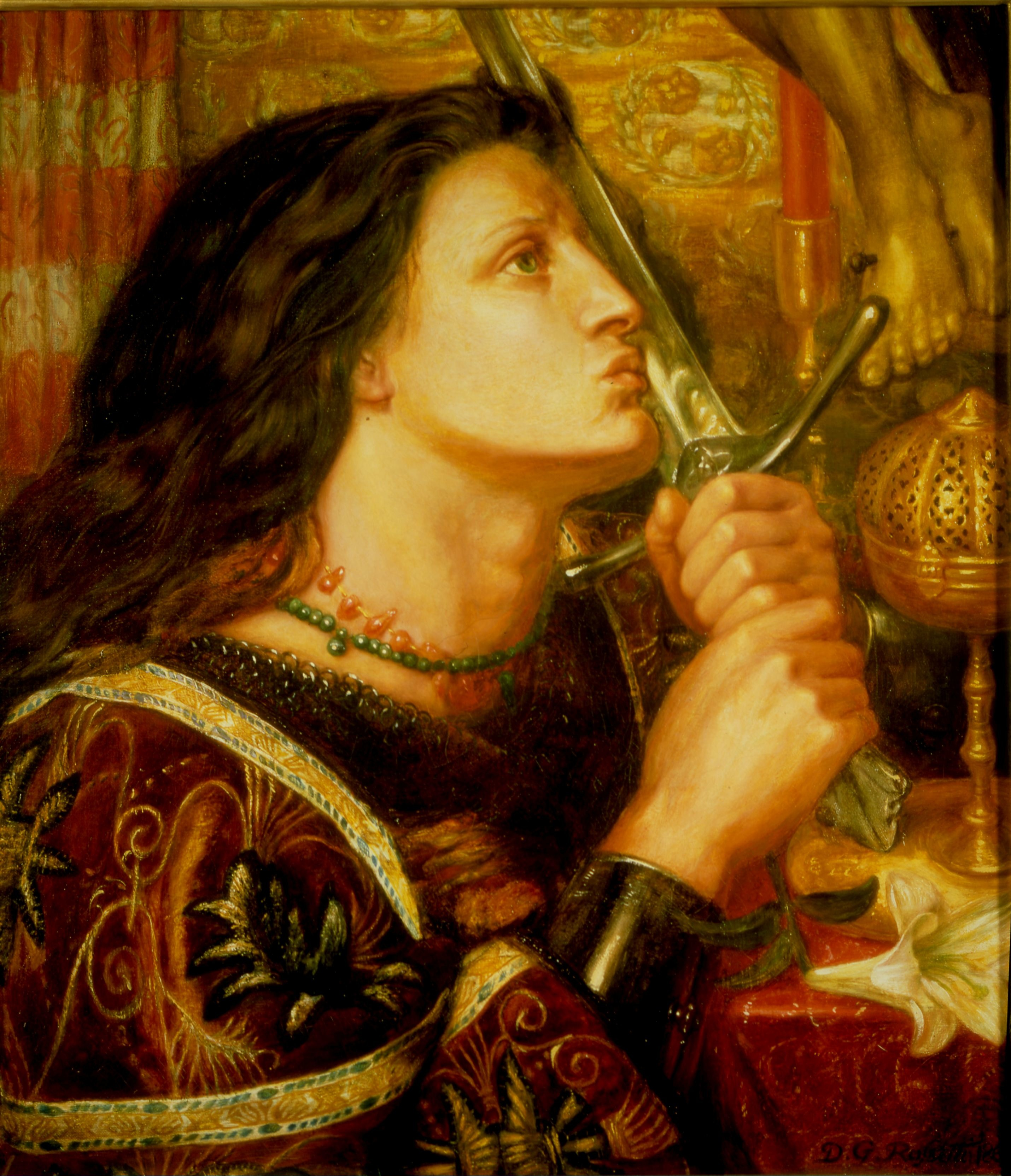
Dante Gabriel Rossetti, Joan of Arc kissing the Sword of Liberation
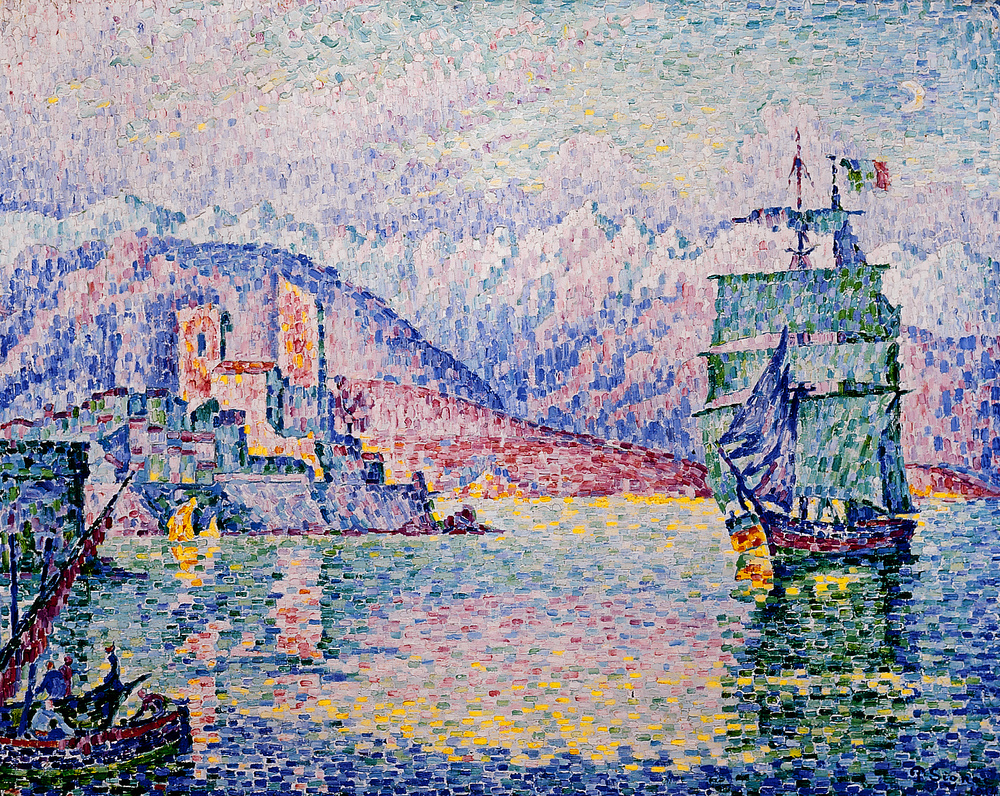
Paul Signac, Antibes, le soir
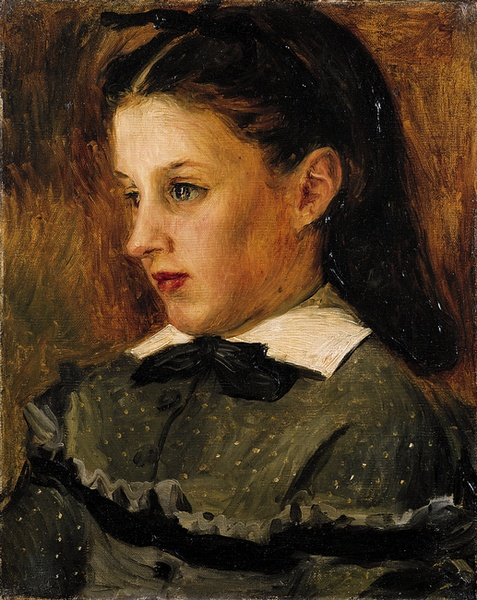
Pierre-Auguste Renoir, Portrait de Marie Le Cœur
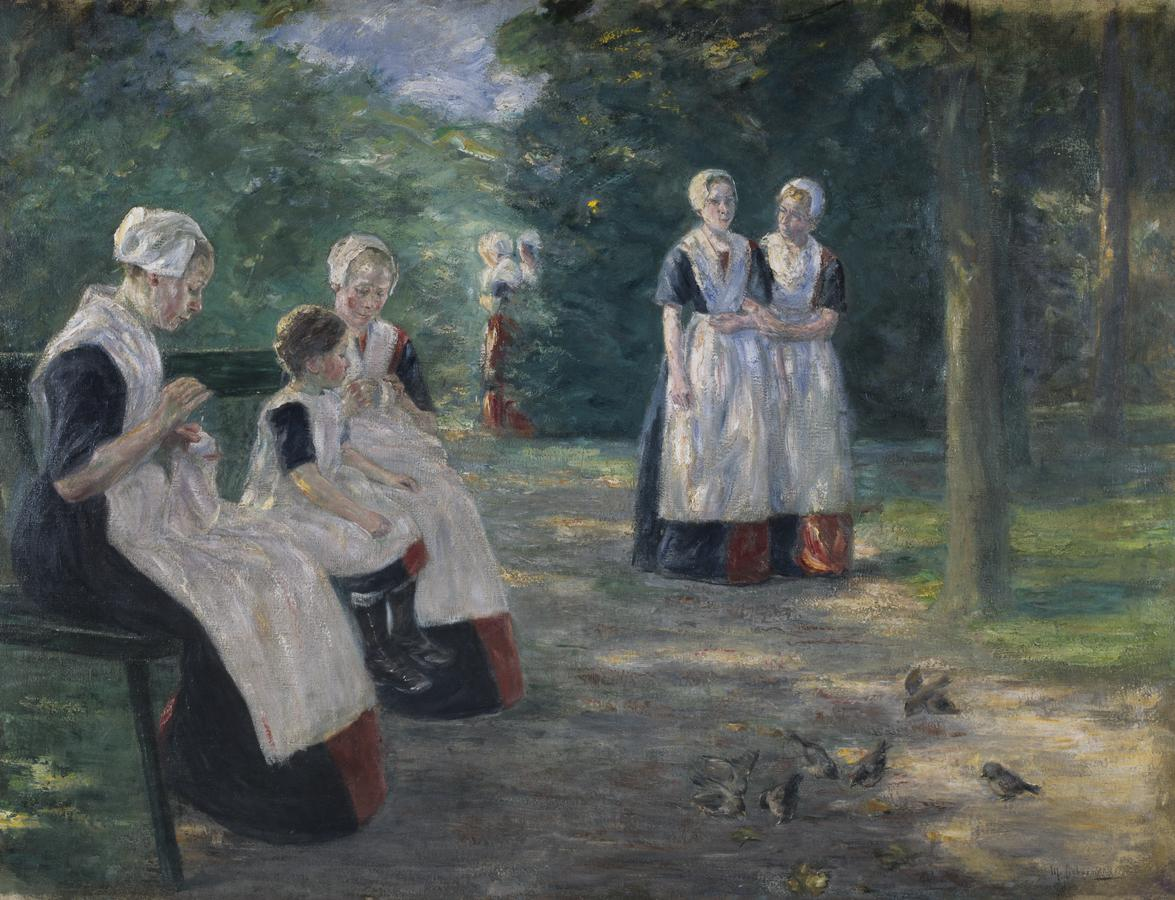
Max Liebermann, Garten des städtischen Waisenhauses zu Amsterdam
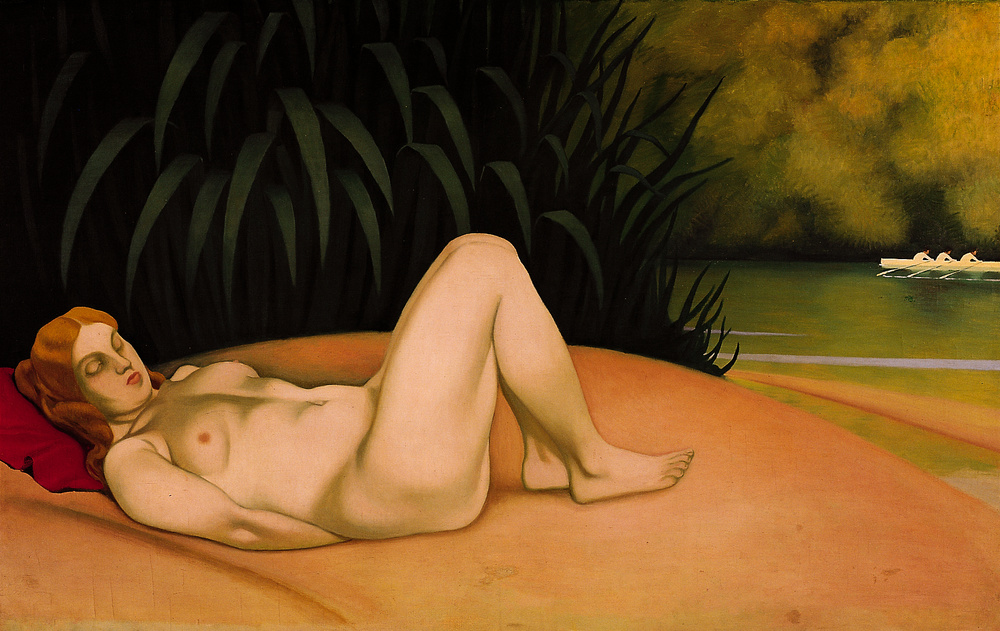
Félix Vallotton, Femme nue dormant au bord de l'eau
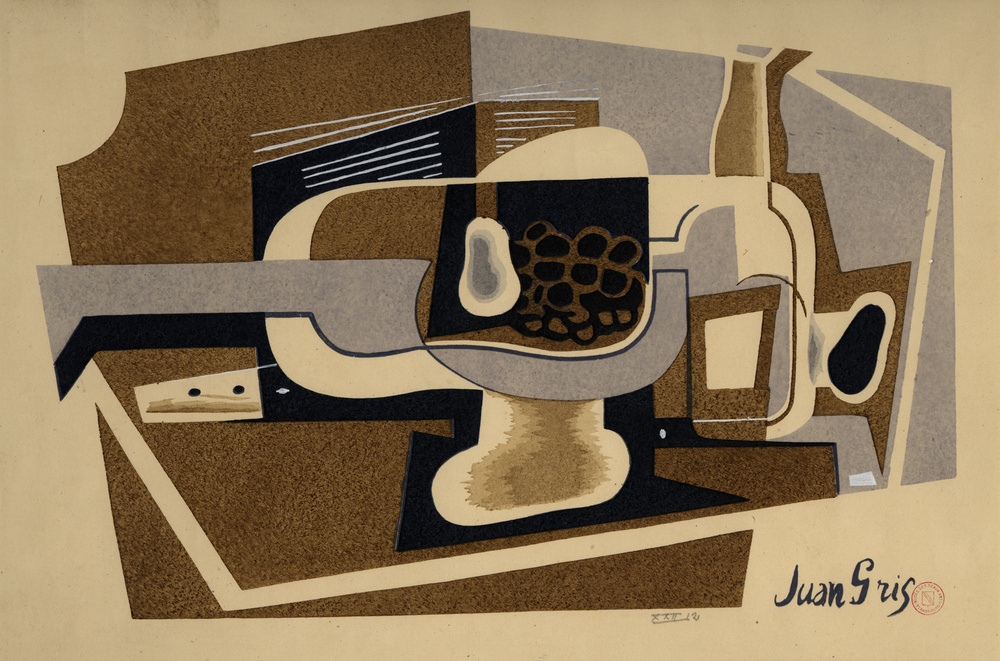
Juan Gris, Still life
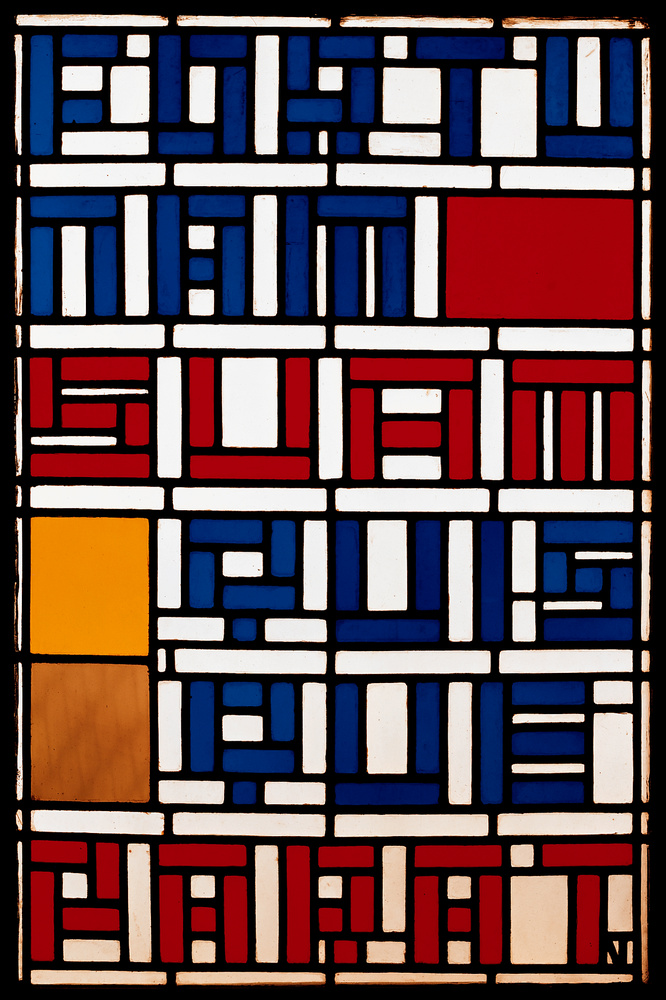
Theo van Doesburg, Fortunam suam quisque parat
Paul Klee, Der Mensch ist der Mund des Herrn (Man is the Mouth of the Lord)
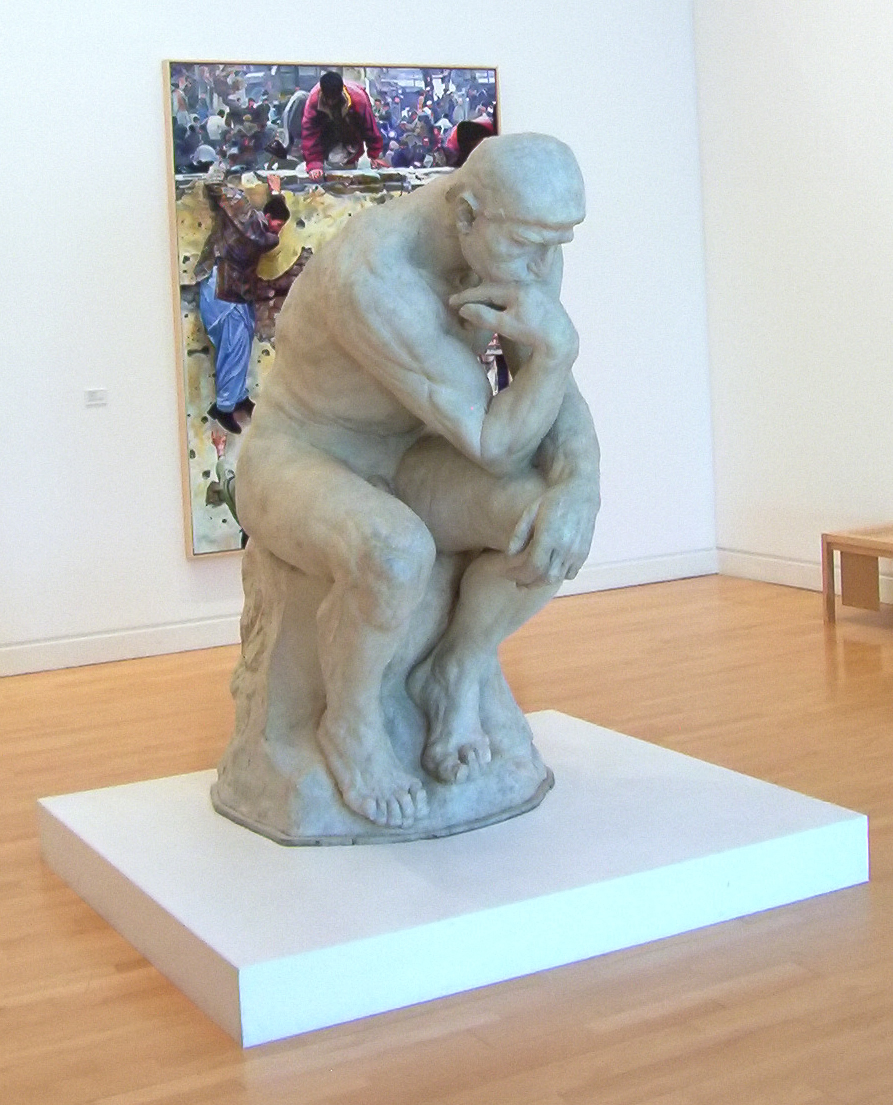
Auguste Rodin, The Thinker (e dietro: Malcolm Morley, Wall Jumpers)